# ФК «Спарта» (Прага) в сезоні 1919
Сезон ФК «Спарта» (Прага) 1919 — сезон чехословацького футбольного клубу «Спарта». У чемпіонаті Чехословаччини команда посіла друге місце. Стала володарем Середньочеського кубка.

## Історія
З цього року прийнято розпочинати період в історії клубу, що носить назву «Залізна Спарта». Сформувався кістяк складу, що п'ять років домінуватиме в країні і здобуватиме яскраві перемоги на міжнародному рівні. Єдиної поразки в чемпіонаті Середньочеської ліги «Спарта» зазнала в 2 турі від клубу Уніон (Жижков) (1:2). Після цього команда виграла наступні 9 матчів, розпочавши тривалу переможну серію клубу в чемпіонаті, що складатиме 60 матчів і триватиме до 1923 року. Переможця ліги в очному протистоянні визначали «Спарта» і «Славія». «Славію» влаштовувала нічия, але перемогу здобула «Спарта» з рахунком 2:0, завдяки двом голам Антоніна Янди після 80-ої хвилини. Незважаючи на кращу різницю м'ячів у «Славії», переможцем була оголошена «Спарта», як переможець особистої зустрічі.
Вперше з часу створення Чехословаччини був проведений турнір для переможців регіональних ліг, в якому виступало чотири команди. «Спарта» виграла його з загальною різницею м'ячів 17:0. Так клуб отримав офіційний титул чемпіона усієї Чехословаччини, а не лише Середньої Чехії.
Восени команда ще раз підтвердила свій статус, вигравши Середньочеський кубок. В фіналі обіграний клуб «Вікторія» (Жижков).

## Чемпіонат Чехословаччини

### Середньочеська ліга
|   | турнірна таблиця     | І | В | Н | П | МЗ | МП | DR  | О  |
| - | -------------------- | - | - | - | - | -- | -- | --- | -- |
| 1 | Спарта (Прага)       | 8 | 7 | 0 | 1 | 25 | 3  | +22 | 14 |
| 2 | Славія (Прага)       | 8 | 7 | 0 | 1 | 37 | 7  | +30 | 14 |
| 3 | Уніон (Жижков)       | 8 | 6 | 0 | 2 | 19 | 9  | +10 | 12 |
| 4 | Вікторія (Жижков)    | 8 | 5 | 0 | 3 | 16 | 10 | +6  | 8  |
| 5 | Краловські Виногради | 8 | 3 | 0 | 5 | 16 | 15 | +1  | 8  |
| 6 | Вршовіце (Прага)     | 8 | 3 | 0 | 5 | 18 | 19 | -1  | 6  |
| 7 | Лібень (Прага)       | 8 | 2 | 1 | 5 | 14 | 24 | -10 | 5  |
| 8 | Сміхов (Прага)       | 8 | 1 | 1 | 6 | 7  | 34 | -27 | 3  |
| 9 | Метеор-VIII (Прага)  | 8 | 1 | 0 | 7 | 4  | 35 | -31 | 2  |

| 1 тур 16.04.1919 | Спарта (Прага) | 2:0  | Вікторія (Жижков) |  |  |
|                  |                | звіт |                   |  |  |

| 2 тур 23.04.1919 | Спарта (Прага) | 3:1  | Лібень |  |  |
|                  |                | звіт |        |  |  |

| 3 тур 6.4.1919 | Спарта (Прага) | 1:2 | Уніон (Жижков) |  |  |
|                |                |     |                |  |  |

| 4 тур 27.4.1919 | Спарта (Прага)  | 6:0  | Сміхов |  |  |
|                 | Янда Седлачек ? | звіт |        |  |  |
|                 |                 |      |        |  |  |

| 5 тур 11.5.1919 | Спарта (Прага) | 2:0  | Метеор Виногради |  |  |
|                 | Пілат Седлачек | звіт |                  |  |  |
|                 |                |      |                  |  |  |

| 6 тур 18.5.1919 | Спарта (Прага) | 3:0  | Вршовіце (Прага) |  |  |
|                 |                | звіт |                  |  |  |
|                 |                |      |                  |  |  |

| 8 тур 1.06.1919 | Славія (Прага) | 0:2 | Спарта (Прага) | Летна, Прага                 |  |
| |                |     | Янда           | Глядачі: 10 000 Суддя: Задак |  |
| Славія: Турек — Ратценбергер, Р.Вальдгегер — Лоос, Голий, Коваржович — Напрстек, Шубрт, Ванік, Шроубек, Прошек Спарта: Пейр, Гоєр, Поспішил, Коленатий, Фівебр, Пешек-Кадя, Червений, Седлачек, Пілат, Янда, Тламіха-Ада |                |     |                |                              |  |

| липень 1919 | Спарта (Прага) | 6:0  | Метеор-VIII (Прага) |  |  |
|             |                | звіт |                     |  |  |
|             |                |      |                     |  |  |

### Фінальний турнір
|   | турнірна таблиця  | І | В | Н | П | МЗ | МП | DR  | О |
| - | ----------------- | - | - | - | - | -- | -- | --- | - |
| 1 | Спарта (Прага)    | 3 | 3 | 0 | 0 | 17 | 0  | +17 | 6 |
| 2 | Кладно            | 3 | 1 | 1 | 1 | 5  | 4  | +1  | 3 |
| 3 | Олімпія (Пльзень) | 3 | 1 | 1 | 1 | 4  | 6  | -2  | 3 |
| 4 | Градець Кралове   | 3 | 0 | 0 | 3 | 1  | 1  | -16 | 0 |

| 19.10.1919 | Спарта (Прага)            | 2:0  | Кладно |  |  |
|            | Пілат 24' Гоєр 33' (пен.) | звіт |        |  |  |

| 26.10.1919 | Олімпія (Пльзень) | 0:5  | Спарта (Прага)      |  |  |
|            |                   | звіт | Пілат Червений Янда |  |  |

| 9.11.1919                           | Спарта (Прага)            | 10:0 | Градець Кралове |  |  |
|                                     | Янда Пілат Червений Пешек | звіт |                 |  |  |
| Гоєр, Пешек, Седлачек, Янда, Пілат… |                           |      |                 |  |  |

## Середньочеський кубок
| 1/4 8.11.1919 | Спарта (Прага) | 3:0  | Метеор Виногради |  |  |
|               | Янда Печенка   | звіт |                  |  |  |
|               |                |      |                  |  |  |

| 1/4 16.11.1919 | Спарта (Прага) | 5:4  | Метеор Виногради |  |  |
|                |                | звіт |                  |  |  |
|                |                |      |                  |  |  |

- Чому було зіграно два матчі «Спарта» — «Метеор» — не зрозуміло. Можливо, результат першого матчу був анульований.

Фінал
| 14.03.1920 |

| «Спарта»           | 2 — 0 | «Вікторія» (Жижков) |
| ------------------ | ----- | ------------------- |
| Янда 16' Влчек 22' | звіт  |                     |

| Прага |

«Спарта»: Пейр, Гоєр, Поспішил, Коленатий, Фівебр, Пешек, Седлачек, Янда, Пілат, Влчек, Плачек
«Вікторія»: Клапка, Стейнер, Шварц, Гдрлічка-мол, Влк, Плодр, Колінський, Сейферт, Мисік, Новий, Земан

## Товариські матчі
- квітень Спарта — Збірна Жижкова[7] — 2:1[8]
- Спарта — ЧАФК — 2:1[8]

| 9.03.1919 | Спарта (Прага) | 5:0  | Метеор VIII |  |  |
|           |                | звіт |             |  |  |
|           |                |      |             |  |  |

| 30.03.1919 | Спарта (Прага) | 2:3 | Славія (Прага) | 15 000                  |  |
|            | Янда           |     | Ванік Шубрт    | Суддя: Франтішек Цейнар |  |
|            |                |     |                |                         |  |

| 27 або 28.08 | Пісецька ХІ | 2:4 | Спарта (Прага) |  |  |
|              |             |     |                |  |  |
|              |             |     |                |  |  |

| ~19.09.19 | Спарта (Прага) | 2:1  | Спарта (Кладно) |  |  |
|           |                | звіт |                 |  |  |
|           |                |      |                 |  |  |

Матч між переможцями першої і другої ліг.
| ~28.09.19 | Спарта (Прага) | 2:0  | ЧАФК (Прага) |  |  |
|           |                | звіт |              |  |  |
|           |                |      |              |  |  |

| 4.10.19                                                                                       | Спарта (Прага) | 5:3  | Кладно |  |  |
|                                                                                               |                | звіт |        |  |  |
| Пейр, Гоєр, Поспішил, Коленатий, Фівебр, Пешек, Червений, Седлачек, Кокоурек, Янда, Семеральд |                |      |        |  |  |

| ~15.10.19 | Спарта (Прага)             | 6:1  | Градець Кралове |  |  |
|           | Янда Пілат Седлачек Фівебр | звіт |                 |  |  |
|           |                            |      |                 |  |  |

| 1.11.19 | Спарта (Прага)     | 7:1  | Вршовіце (Прага) |  |  |
|         | Пілат Печенка Янда | звіт |                  |  |  |
|         |                    |      |                  |  |  |

| 15.11.19 | Вршовіце (Прага) | 2:1  | Спарта (Прага) |  |  |
|          |                  | звіт |                |  |  |
|          |                  |      |                |  |  |

| 16.11.19 | Спарта (Прага) | 5:3 | Метеор Віногради |  |  |
|          |                |     |                  |  |  |
|          |                |     |                  |  |  |

| 30.11.1919 | Спарта (Прага)        | 3:1  | Вікторія (Жижков) |  |  |
| | Седлачек Пілат Плачек | звіт | Гдрлічка          |  |  |
| Спарта: Пейр, Гоєр, Поспішил, Гушек, Фівебр, Пешек, Червений, Пілат, Коленатий, Плачек Вікторія: Клапка, Шварц, Стейнер, Плодр, Влк, Гдрлічка-мл., Земан, Гдрлічка-ст., Мисік, Колінський, Бребурда |                       |      |                   |  |  |

| 7.12.1919 | Спарта (Прага) | 2:1  | Вікторія (Жижков) |  |  |
|           |                | звіт |                   |  |  |

| 8.12.1919 | Спарта (Прага) | 3:1  | Колін |  |  |
|           |                | звіт |       |  |  |

## Склад
Основний склад «Спарти» у 1919 році::
| Воротар: Франтішек Пейр. Захисники: Антонін Гоєр, Мирослав Поспішил. Півзахисники: Карел Пешек «Кадя», Франтішек Коленатий, Антонін Фівебр Нападники: Вацлав Пілат, Антонін Янда «Очко», Йозеф Седлачек, Ярослав Червений, Ян Плачек, Тламіха. |

## Виступи за збірні
Влітку збірна Чехословаччини взяла участь у двох воєнних футбольних турнірах, які були приурочені перемозі в Першій світовій війні. Перший з них проходив у Римі, а другий у Парижі в рамках масштабних Міжсоюзницьких ігор. Матчі обох турнірів не входять до офіційного реєстру ФІФА.
Турнір у Римі
Збірна Чехословаччини посіла друге місце. За команду грали Антонін Гоєр, Антонін Янда, Франтішек Коленатий і Тламіха. Також в Римі поза конкурсом грала команда Чеські Домобранці, за яку виступав, зокрема, Ян Плачек.
- Чехословаччина — Бельгія — 2:3 (грали Янда, Коленатий іТламіха, який забив один з голів)
- Чехословаччина — Італія — 1:0 (Грали Янда, Гоєр, Коленатий і Тламіха)
- Чехословаччина — Чеські Домобранці — 5:0 (Грали Янда і Тламіха)
- Чеські Домобранці — Збірна Риму 5:2 (два голи забив Плачек)

Міжсоюзницькі ігри
Збірна Чехословаччини стала переможцем турніру. Основу збірної складали гравці «Спарти»: Франтішек Пейр, Антонін Гоєр, Мирослав Поспішил, Карел Пешек, Антонін Фівебр Вацлав Пілат, Антонін Янда, Йозеф Седлачек і Ярослав Червений. Вісім гравців були основними (крім Червеного), щоправда, Пейра по ходу турніру змінив у воротах Рудольф Клапка, а Гоєр отримав травму і два останні матчі пропустив. Червений виступав тільки у фіналі.
- 24.06.1919, Група В. Чехословаччина — Бельгія — 4:1 (два голи забив Седлачек, один Янда)
- 26.06.1919, Група В. Чехословаччина — США — 8:2 (по два голи забили Янда і Пілат, один забив Седлачек)
- 28.06.1919, Група В. Чехословаччина — Канада — 3:2 (автори голів невідомі)
- 29.06.1919, Фінал. Чехословаччина — Франція — 3:2 (героєм матчу став Янда, який вирвав перемогу, забивши два голи в самому кінці матчу)

Інші матчі
| 4 травня |

| Збірна Праги                                        | 5 — 3 | Збірна Кладно  |
| --------------------------------------------------- | ----- | -------------- |
| Ванік 4', 55' Седлачек 58' ? 58' (аг.) Червений 79' | звіт  | 2', 12', 21' ? |

|  |

: Прага: Сланіна (?) — Франя, Міла — Кратохвіл, Громаднік (всі четверо — Уніон), Пешек (Спарта),  — Червений (Спарта), Седлачек (Спарта), Пілат (Спарта), Ванік (Славія), Прошек (Славія)
Товариський матч перед Римським турніром
| 2 червня |

| Чехословаччина | 3 — 2 | Замкова Сотня |
| -------------- | ----- | ------------- |
|                | звіт  |               |

|  |

Чехословаччина: Качеровський (Пардубіце) — Янда (Спарта), Раца (Славія) — Коленатий (Спарта), Фівебр (Спарта), Чеський (Вікторія) — Цайда (ЧАФК), Маца (Лібень), Шифнер (Спарта), Мазал (Кладно), Тламіха-Ада (Спарта)
В кінці липня відбувся показовий товариський матч між гравцями, які грали на Римському турнірі і Міжсоюзницьких іграх. Команди отримали номінальні назви Рим і Париж. На обох турнірах грали Гоєр і Янда, перший у матчі виступав в команді Париж, а другий — Рим. Воротар Клапка грав у нападі. Через відсутність кількох учасників Римського турніру, за команду Рим грав Стейнер, який був учасником міжсоюзницьких ігр, і Новий, який не брав участі в жодному. За команду Парижу виступав Плачек, який був учасником римських матчів в складі команди Чеські Домобранці.
| кінець липня |

| Париж                         | 5 — 0 | Рим |
| ----------------------------- | ----- | --- |
| Клапка Гоєр ? Седлачек Плачек | звіт  |     |

|  |

Париж: Пейр, Поспішил, Гоєр, Пешек, Фівебр, Влк, Червений, Седлачек, Пілат, Клапка, Плачек
Рим: Главачек, Янда, Стейнер, Плодр, Мисік, Чеський, Цайда, Коленатий, Новий, Маца, Тламіха